# 新日本建設運動
新日本建設運動（しんにほんけんせつうんどう）とは
1. 昭和初期の国家主義団体による運動。
2. 戦後のいわゆる天皇の人間宣言を「新日本建設に関する詔書」と解し、成された運動。

を言う。本項では 1.について解説する。

## 概要
昭和初期の昭和恐慌を背景として1932年（昭和7年）頃に国家主義団体は（日本主義）国粋主義を原理とした新日本建設運動を推進した。積極的な政治運動、社会運動、革新運動であった。

## 二つの評価
「新日本建設運動としての日本主義」（内務省警保局編「出版警察報」52号95頁）は
1. 「左翼陣営に属する論者や、自由主義の論者は或いは之を目して日本帝国主義と看做し、或いはファシズムなりと言ひ、或は民族主義なりと称して居る。」
2. 「日本主義は帝国主義なり」「日本主義を以てファショなりとする見解」は「其の本質を説明して居るものとは言ひ得ない。」とし、さらに岡本永治（「日本主義の本質的意義」）から引いて「日本主義」は「天皇中心の体系化事実の観念的把握」

としている。

## 昭和初期の主な論
- 松本潤一郎「日本主義の社会的関係」「経済往来」1932年7月号43頁。
- 高須芳次郎「新日本の創造」「経済往来」1932年7月号60頁。
- 岡本永治「日本主義の本質と諸陣容の展望」「社会と国体」8月号16頁。
- 岡本永治「日本主義の本質的意義」「社会と国体」12月号22頁。
- 大川周明「主義」「月刊日本」1932年第86号。
- 赤松克麿「日本精神の現実的確立」「国本」1932年8月号。
- 菊池弥三郎「天皇と新日本建設」「国本」1932年8月号
- 下中弥三郎「王政復古の大衆完成」「国本」1932年8月号。
- 内田良平「大日本生産党主義政綱政策解」「回天時報」1932年1月、第7巻1号。

## 昭和初期の主な運動団体
- 高畠素之：日本社会主義研究所：1932年9月7日、「日本民族共同精神の帰結たる国家社会主義により新しき日本の建設を図らん」との目的を掲げた。
- 日本国家社会主義学盟：1932年4月18日、日本社会主義研究所、日本ファシズム連盟、大日本生産党、行地社の幹部20名により発会。